# Institution Saint-Dominique
L'Institution Saint-Dominique est un établissement d'enseignement privé catholique sous contrat d'association avec l'État situé à Neuilly-sur-Seine dans les Hauts-de-Seine. Il occupe les terrains ayant appartenu à la maison capétienne de Bourbon, notamment l'historique « pavillon de Wurtemberg » construit par Louis-Philippe Ier. C'est dans cet établissement qu'a été ouverte la première classe en France préparant des jeunes filles au baccalauréat. Depuis 2009, une classe est ouverte aux enfants autistes.

## Historique
L'histoire de cet établissement scolaire débute en octobre 1862 lorsque des dominicaines de Nancy ouvrent un pensionnat pour jeunes filles à Neuilly-sur-Seine dans le pavillon autrefois habité par la princesse Marie d'Orléans. C'est dans ce cadre arboré que 52 pensionnaires reçoivent une éducation catholique les préparant à devenir de bonnes épouses et des mères de famille accomplies. L'établissement s'appelle alors Sainte-Catherine.
Durant la période de la Commune de Paris, l'établissement s'installe à Saint-Germain-en-Laye. En 1903, il n'y a officiellement plus de dominicaines. Le pensionnat prend le nom de « Sainte-Geneviève ». Les sœurs « sécularisées » continuent leur activité auprès des jeunes.
C'est dans cet établissement qu'est ouverte la première classe préparant des jeunes filles au baccalauréat.
Durant la Seconde Guerre mondiale, un hôpital militaire s'installe dans le bâtiment Sainte-Foy. C'est en 1941 que les religieuses reprennent l'enseignement qu'elles avaient arrêté en 1923. Après-guerre, l'établissement reprend le nom de « Saint-Dominique ».
En 1975, l'établissement accueille, en primaire, les premiers garçons issus de l'école Holy Child ; et à partir de 1982, les classes sont mixtes de la 6e à la terminale.
Depuis la réforme de la loi Debré de 1959, l'établissement a le statut d'établissement privé catholique sous contrat d'association avec l'État et sous tutelle de l'évêque de Nanterre.
L'établissement fête son 150e anniversaire en octobre 2012.
En 2014, l'ancien directeur Yves Riquet (présent depuis 2001) est remplacé par Frédéric Gavat.

### Violences physiques et sexuelles
À la suite de l'affaire des abus sexuels et violences dans l'institution Notre-Dame de Bétharram, d'anciens élèves de l'institution Saint-Dominique mentionnent, en mars 2025, des violences psychiques, physiques et sexuelles de la part de plusieurs anciens professeurs, prêtres et surveillants. Des signalements au parquet de Nanterre, conduisent à l'ouverture d'une enquête préliminaire,.

## Spécificité du projet éducatif
L'Institution Saint-Dominique est un établissement catholique d’enseignement de fondation dominicaine et sous tutelle diocésaine depuis 1983. Ses chefs d’établissements reçoivent une lettre de mission de l'évêque de Nanterre pour annoncer l'Évangile en mettant en œuvre ce projet éducatif en lien avec les orientations diocésaines, autour du triptyque : « éveiller, responsabiliser et transmettre ».
L'établissement a créé la classe « soleil », qui accueille, depuis 2009, en partenariat avec l’hôpital Robert-Debré, des enfants autistes à l'aide du système PECS de communication par échange d'images encouragé par l'Éducation nationale,. En 2017, cette classe Soleil est devenue une UEM (unité d'enseignement en maternelle).

## L'établissement actuel

### Effectif
En 2018, l'établissement compte près de 120 professeurs, 2200 élèves, filles et garçons, répartis sur 66 classes, vingt lycéens pensionnaires et 50 élèves post-bac inscrits en classe préparatoire à Pasteur, deux classes ULIS et une classe du lycée suédois qui suit un enseignement suédois.

### Résultats au baccalauréat
En 2018, le pourcentage de réussite au bac est de 100 % avec un pourcentage de mentions de 95,4 %.
En 2015, le lycée se classe 5e sur 52 au niveau départemental quant à la qualité d'enseignement, et 169e au niveau national. Le classement s'établit sur trois critères : le taux de réussite au bac, la proportion d'élèves de première qui obtient le baccalauréat en ayant fait les deux dernières années de leur scolarité dans l'établissement, et la valeur ajoutée (calculée à partir de l'origine sociale des élèves, de leur âge et de leurs résultats au diplôme national du brevet). En 2023, le lycée se classe pour la première fois de son histoire deuxième lycée de France et premier lycée français de l’enseignement privé sous contrat.

### Résultats au brevet des collèges
En 2018 : pourcentage de réussite de 100 % et un pourcentage de mentions de 99,5 %.
En 2021 : pourcentage de réussite de 100 %. Le collège est classé 2e de France par Le Figaro.

### Associations et manifestations
Chaque année, l'association des parents d'élèves organise plusieurs manifestations, notamment la soirée des métiers et les SaintDolympiades,.
En 2018, l'association des anciens élèves de Saint-Dominique est devenue l'association LILA (LIen Lycéens et Anciens de Saint Do) avec pour objectifs le maintien et le développement de liens entre les lycéens actuellement scolarisés, les anciens élèves, notamment les lycéens suédois et les internes post-bac.

## Les bâtiments
Le bâtiment d'origine est construit entre 1784 et 1804. Le duc Louis-Philippe Ier l'achète en 1824 avec terrains et dépendances. Ce bâtiment est inscrit à l'inventaire général du patrimoine culturel de la France depuis le 22 avril 1993,.
Entre 1834 et 1839, des aménagements intérieurs et l'adjonction de deux tourelles d'escalier hors-œuvre sont réalisés pour Marie d'Orléans, fille de Louis-Philippe Ier, qui y habite après son mariage avec le duc Alexandre de Wurtemberg.
Le pavillon est vendu en 1851. Les dominicaines s'y installent en 1862 et l'achètent en 1868. De 1869 à 1894, l'architecte Juste Lisch dessine les plans de plusieurs bâtiments qui vont être construits sur le site : un vaste bâtiment « La grande maison » à deux corps comportant le bâtiment scolaire (1869 et 1891), une chapelle (1894, bénie en 1896 par le cardinal Richard) de style néogothique et un préau couvert (1887). C'est sous ce préau qu'est construite la nouvelle maternelle en 2002.
En 1910, les anciennes dépendances sont démolies et l'architecte Lucien Roy dessine les plans d'un bâtiment scolaire de deux étages dit « Sainte Foy », prolongé par une salle de spectacle en ciment armé due aux frères Figarol. Le bâtiment scolaire de 1910 est surélevé en 1923 de deux étages sur les plans de l'architecte Georges Pradelle.
En 1965, le « collège » (bâtiment Argenson) est construit sur une partie du parc et permet ainsi d'accueillir 1 000 élèves.
En 2012, l'Institution célèbre ses 150 ans d'existence.
En 2022, après une rénovation, le pavillon Wurtemberg est reconverti en salle de travail et de détente pour les professeurs et salles de réunions. Il accueille aussi la direction pastorale.
Le site est accessible depuis le 28, avenue Sainte-Foy et le 23 quater, boulevard d'Argenson.

### En 2019
L'établissement couvre une superficie de plus de 16 000 m2 dans un environnement exceptionnel : un grand parc, trois cours et cinq bâtiments dont le pavillon Wurtemberg où habitaient les dominicaines, la « Grande Maison » (où se trouvent la chapelle et les classes du lycée), le bâtiment « Sainte-Foy » réservé à l'administration de Saint-Dominique et à l'internat. Le parc sépare ces deux derniers bâtiments du bâtiment « Argenson » où se trouvent les classes du primaire et du collège.
À l'occasion du 150e anniversaire de l'établissement, la chapelle vit un « grand rajeunissement » et une statue La Piéta de Victor Gingembre, artiste sculpteur et ancien élève, est installée dans le parc.

## Personnalités liées à l'établissement

### Élèves
- Jean-Christophe Napoléon (né en 1986), prétendant au trône de France au nom de la famille Bonaparte.
- Victor Gingembre

## Pour approfondir